# 時宗十二派
時宗十二派（じしゅうじゅうには）は、時宗として総括される念仏勧進聖系の12の派である。
時宗は、一般に一遍智真を開祖とするが、その他にも遊行、踊り念仏、念仏札の賦算等をする念仏勧進聖である「時衆」は、多数存在した。江戸幕府は本末制度の徹底を図り、これらの系譜を異にするさまざまな念仏勧進聖を、清浄光寺を総本山とする単一宗派「時宗」の管轄下に強制的に編成したが、これらの遊行派を含めた、念仏勧進聖系の各派を「時宗十二派」と称する。元禄時代に浅草日輪寺の其阿呑了（後の48世遊行上人となった他阿賦国）が編纂した『時宗要略譜』が初出とされている。
しかし末寺をかかえ一派を形成したのは、遊行派（274寺）、一向派（天童派と併せて98寺）、霊山派（55寺）、四条派（52寺）、当麻派（42寺）であり、御影堂派は22寺、国阿派は8寺、解意派は7寺、市屋派は2寺を擁するにすぎなかった。また以下の一覧にあるように、江戸幕府による統制以前に、既に消滅した派も少なくない。さらに其阿呑了が遊行派の立場から、一向派（および天童派）や国阿派を遊行派の管轄下におこうとする意図等も散見される。
昭和18年（1943年）に、以前から時宗からの分離を画策していた一向俊聖を派祖とする一向派と天童派が浄土宗に転属した後、昭和22年（1947年）3月、時宗に属した全ての寺院が、本末制度を解体したことによって各派の名称はなくなり、昭和27年（1952年）、全寺院は、宗教法人「時宗」に包括されることになった。

## 一覧
- 遊行派
  - 一遍智真の系統。時宗の主流派。4世遊行上人呑海が開祖。遊行上人を引退した藤沢上人が住持する藤沢道場清浄光寺が本寺。当麻道場に入れなかった呑海が、新たな拠点として創設。呑海は京都の拠点として七条道場金光寺も開設したが、明治時代に東山長楽寺に合流した。なお、七条道場金光寺は市屋派の本寺である市屋道場市姫金光寺とは別の寺である。
- 当麻派
  - 一遍智真の系統は、当麻道場（現、当麻山無量光寺）を開いた2世遊行上人他阿真教、3世遊行上人他阿智得と受け継がれた。智得が当麻道場で没した時、当麻道場の外にいて、遊行・賦算をしていた4世遊行上人呑海と対立した、当麻道場の住持であった真光が開祖。無量光寺の住持を当麻上人と称した。明治36年になって遊行派に合流。
- 四条派
  - 京都のみの念仏札の賦算を他阿真教から許された浄阿真観が開祖。四条道場金蓮寺が本寺。京都中心。金蓮寺は、江戸末期以後に次第に寺域の切り売りが進み、寺運が傾き、旧寺域は繁華街の新京極となり、1928年（昭和3年）に寺地を洛北鷹ヶ峯に移した。
- 一向派
  - 一向俊聖が開祖。番場蓮華寺が本寺。また江戸時代に「時宗」に統合されて以来、そのことに不満を持ち、一向派独立運動をしていたが、昭和18年（1943年）になって、ようやく時宗から分離し、浄土宗に帰属した。
- 天童派
  - 一向俊聖の系統。天童市にある佛向寺を本寺とする。江戸時代に、番場蓮華寺と本山争いの結果、佛向寺が中本山、蓮華寺が大本山となった。また江戸時代に「時宗」に統合されて以来、そのことに不満を持ち、一向派独立運動をしていたが、昭和18年（1943年）になって、ようやく時宗から分離し、浄土宗に帰属した。
- 国阿派
  - 開祖の国阿が再興した雙林寺を本寺としていた。江戸時代まで霊山派と区別されていたが、雙林寺が明治初年に天台宗に復したことにより、霊山正法寺が本寺とされ、国阿派に統一された。
- 霊山派
  - 開祖の国阿が譲られた、元天台宗の霊山正法寺が本寺。雙林寺が明治初年に天台宗に復したことにより、正法寺が本寺とされ、国阿派に統一され、霊山派とは名のらなくなった。
- 奥谷派
  - 一遍智真の弟子である仙阿が開祖。一遍の生誕地と言われる道後奥谷（現愛媛県松山市道後湯月町）の宝厳寺が本寺。一遍が建治元年(1275年)に天台宗であった宝厳寺を中興開山として時宗に改め、一遍死後、仙阿が伊予に戻り、一遍の遺志を継ぎ奥谷派を開いたといわれる[3]。既に室町時代初期に遊行派に合流している。
- 六条派
  - 一遍智真の異母弟である聖戒が開祖。六条道場歓喜光寺が本寺。京都中心。旧寺宝が『一遍聖絵』であったが、別名「六条縁起」と言われるように、自らの系統が他阿真教の遊行派に対して一遍の正統的継承者であることを示そうとして、聖戒が編ませたものと言われている。
- 市屋派
  - 一遍智真の弟子である作阿が開祖。市屋道場市姫金光寺が本寺。市屋は、東市の旧地であり、一遍が敬愛していた、念仏実践行の先師空也の遺跡であった。弘安7年（1284年）に、入洛した一遍は、市屋に在京中最も長く滞在し、市屋道場の再興を考えていた。市屋滞在中、唐橋法印印承が「一遍聖は勢至菩薩の化現」であると一遍に夢物語をしたところ、一遍に「私が勢至菩薩でなければ念仏を信じないのか」と一笑に付された。後に唐橋法印印承は一遍に帰依し、作阿（作阿弥陀仏）と名のった[4]。明治になって遊行派に合流し派名を廃した。
- 御影堂派
  - 一遍智真の弟子である王阿が開祖。京都五条にあった御影堂（正式名、新善光寺）が本寺であったが、第二次大戦中に滋賀県伊香郡木之本町（現長浜市木之本町）浄信寺（木之本地蔵院）が兼務し、現在の長浜市西上坂町に移転した。
- 解意派
  - 一向俊聖の弟子、解意阿（げいあ）（解意阿弥陀仏観鏡）が開祖。茨城県の如體山新善光寺が本寺。明治になって遊行派に合流し派名を廃した。